# فليمون الأول
البطريرك فليمون الأول بطريرك أنطاكية وسائر المشرق للروم الأرثوذكس وخليفة بطرس وبولس لكنيسة أنطاكية الأرثوذكسية بين عامي (1766 - 1767).